# 偏歴穴
偏歴穴（へんれきけつ）は、手の陽明大腸経に所属する6番目の経穴である。同経の絡穴である。

## 部位
前腕後橈側にあり、陽谿穴から曲池穴に向かい上3寸、長・短橈側手根伸筋の間に取穴する

## 名前の由来
斜めを偏、通過を歴といい、肺経に向かい走ることから名づけられた。

## 効能
難聴、耳鳴、喉の痛み、鼻血、目赤、顔面神経麻痺、てんかん、水腫、ド・ケルバン病などにも使われる。